# ويل أليسون
ويل أليسون (بالإنجليزية: Will Allison)‏ (22 أكتوبر 1968، كولومبيا في الولايات المتحدة)؛ روائي أمريكي.